# Kuppelproduktion
Die Kuppelproduktion (auch Verbundproduktion oder Koppelproduktion) ist in der Betriebswirtschaftslehre ein Fertigungsverfahren, bei dem im Produktionsprozess neben dem Hauptprodukt zwangsläufig und gleichzeitig mindestens ein Nebenprodukt anfällt. Die entstehenden Erzeugnisse heißen Kuppelprodukte. Die Kuppelproduktion spielt insbesondere bei einem chemischen Produktionsverbund eine zentrale Rolle.

## Allgemeines
Dabei ist die Herstellung der Hauptprodukte gewollt und entspricht dem Betriebszweck, während die anfallenden Nebenprodukte zwangsläufig hingenommen werden müssen. Die Nebenprodukte fallen aus chemischen/physikalischen/technischen Gründen mit der Produktion des Hauptproduktes gleichzeitig und zwangsläufig an, so dass es sich beim Hersteller um ein Mehrproduktunternehmen handelt. Nebenprodukte können unerwünscht sein wie Abfälle, Immissionen oder Schadstoffe, die aber aus technischen und/oder wirtschaftlichen Gründen nicht vermeidbare Nebenerzeugnisse des Produktionsprozesses sind.
Kuppelproduktion gibt es meist bei naturnaher Gewinnung und Herstellung von Agrarprodukten, Grundstoffen, Naturprodukten und vor allem in der chemischen und  pharmazeutischen Industrie

## Geschichte
Bereits Adam Smith erwähnte in seinem Hauptwerk Der Wohlstand der Nationen vom März 1776, dass die Jäger Nordamerikas als Folge der Kuppelproduktion von Fleisch und Fellen mehr Rohmaterialien für Kleidung herstellten als sie selbst benötigten (ungewollte Überproduktion). Johann Heinrich von Thünen befasste sich 1826 bei seinen Thünenschen Ringen mit der Parallelproduktion von Agrarprodukten. Er betonte, dass es häufig von Vorteil sei, in jedem Ring mehr als eine Produktionstätigkeit anzusiedeln. Dies ergebe sich daraus, dass ein Produkt (englisch Output) einer derartigen Tätigkeit Grundstoff (englisch Input) in einer anderen sein kann. So finden sich Thünen zufolge im ersten Ring nicht nur der Anbau von Gemüse und Früchten, sondern auch die Erzeugung von Milch. Die Kuhhaltung benötigt jedoch Heu als Futter und Stroh, um die Ställe auszulegen. In diesem Ring wird Getreide nur wegen des Strohs erzeugt. John Stuart Mill stufte 1848 die Kuppelproduktion (englisch joint production) als eine Anomalie ein, die nur manchmal vorkomme und dabei Verbundkosten (englisch joint costs) auslöse. Dem widersprach vehement 1871 William Stanley Jevons und ordnete die Kuppelproduktion als den Regelfall der Güterproduktion ein.
Karl Marx gilt als einer der ersten Autoren, die 1867 den Zusammenhang zwischen unerwünschten Kuppelprodukten in Form von Abfall, Abwasser und Emissionen und die dadurch eintretende Umweltbelastung erkannten und sogar die Möglichkeit sah, Abfälle zu recyceln und Rohstoffe wieder zu gewinnen, wenn dies Preisvorteile bringe. Alfred Marshall unterschied 1890 erstmals zwischen fixer und flexibler Kuppelproduktion. Er stellte fest, dass es nur wenige Fälle gebe, bei denen die Produktionskosten beider Produkte genau denen von einem Produkt entsprächen.
Eugen Schmalenbach hat 1919 das Wort Kuppelproduktion in die deutsche Betriebswirtschaftslehre eingeführt. Arthur Cecil Pigou erkannte 1920 bei unerwünschten Kuppelprodukten einen negativen externen Effekt, woraus er die Notwendigkeit einer staatlichen Intervention ableitete. Heinrich von Stackelberg übertrug 1932 die kostentheoretischen Erkenntnisse über das Einproduktunternehmen auf die Kuppelproduktion, die er „kumulative Produktion“ nannte. Im Jahre 1943 stufte von Stackelberg die bisherige Theorie der Kuppelproduktion als bedeutsames Kapitel in der Wirtschaftswissenschaft ein. Paul Riebel verdeutlichte 1955, dass die Kuppelproduktion in der Praxis weit verbreitet ist, vor allem in der chemischen Industrie. Piero Sraffa machte sich um die Weiterentwicklung der bisher sukzessive entstandenen Theorie der Kuppelproduktion verdient, die sich ab 1960 unter anderem damit auseinandersetzte, dass eine durch Produktion gealterte Maschine ein Kuppelprodukt des mit ihr hergestellten Produkts sei, denn das Interesse an der Kuppelproduktion liege nicht so sehr an den bekannten Beispielen von Schafwolle und Hammelfleisch.

## Arten
Man unterscheidet heute zwischen der fixen und der flexiblen Kuppelproduktion. Hierbei sind lediglich die Mengenverhältnisse der Kuppelprodukte in gewissen Grenzen variierbar oder auch nicht. Bei der fixen Kuppelproduktion ist das Mengenverhältnis zwischen Haupt- und Nebenprodukten fest, bei der flexiblen Kuppelproduktion sind die Mengen begrenzt variierbar. Da bei flexibler Kuppelproduktion Grenzkosten ermittelbar sind, lässt sich hier ein Gleichgewichtspreis feststellen.
Paul Riebel unterscheidet noch zwischen ungenutzten Kuppelprodukten, die sich nach dem Prozess von selbst entfernen (Abwärme und Abkälte, Brüden), nicht verwertbaren und nur mit Aufwand zu beseitigenden Abfällen und verwertbaren Abfällen (Recycling).

## Beispiele
Bei der Verarbeitung vieler Naturprodukte oder Grundstoffe fallen zwangsläufig folgende Nebenprodukte an:
| Grundstoff/Verfahren                                     | Hauptprodukt           | Nebenprodukte                                   |
| -------------------------------------------------------- | ---------------------- | ----------------------------------------------- |
| Getreide                                                 | Mehl                   | Kleie und Grieß                                 |
| Milchviehhaltung                                         | Milch                  | Rindfleisch, Gülle                              |
| Zuckerrüben                                              | Rübenzucker            | Melasse, Carbokalk und Rübenschnitzel           |
| Zuckerrohr                                               | Rohrzucker             | Melasse, Bagasse                                |
| Hart- und Weichkäseherstellung                           | Käse                   | Süßmolke, Süßmolkenpulver                       |
| Quarkherstellung                                         | Quark                  | Sauermolke, Molkenkäse                          |
| Bierherstellung                                          | Bier                   | Treber                                          |
| Weinherstellung                                          | Wein                   | Tresterbrand                                    |
| Pflanzenölerzextraktion aus Ölsaaten                     | Pflanzenöl             | Ölschrot (Extraktionsschrot), z. B. Presskuchen |
| Biomasse                                                 | Bioethanol             | Trockenschlempe                                 |
| Holzbearbeitung                                          | Schnittholz            | Restholz, Holzspäne und Holzmehl                |
| Heizkraftwerk                                            | Strom                  | (Ab-)Wärme                                      |
| Kohlekraftwerk                                           | Strom                  | REA-Gips                                        |
| Hochofen                                                 | Roheisen               | Gichtgase, Schlacke und Abwärme                 |
| Thomasverfahren                                          | Stahl                  | Thomasmehl                                      |
| Umesterung von Fetten und Ölen mit einwertigen Alkoholen | Biodiesel              | Glycerin                                        |
| Erzeugung von Bastfaser/Faseraufschluss                  | Flachsfaser, Hanffaser | Schäbe, Werg, Superkurzfaser                    |

Weitere Beispiele für Kuppelproduktionen:
- Natronlauge-Produktion durch Chloralkalielektrolyse mit den Kuppelprodukten Chlor und Wasserstoff,

{\displaystyle \mathrm {2NaCl+2H_{2}O\rightarrow 2NaOH+Cl_{2}+H_{2}} }
- Phenolsynthese nach dem Cumolhydroperoxid-Verfahren mit den Kuppelprodukten Phenol und Aceton,
- Gewinnung verschiedener Proteine im Rahmen der Plasmafraktionierung,
- zwangsläufige Produktion von Benzin, Dieselkraftstoff, Schweröl und Raffineriegas bei der Erdölraffination,
- gleichzeitige Beförderung von Passagieren und Fracht beim Betrieb eines Verkehrsflugzeuges,
- Der Magnox-Reaktor und – wenigstens in der Entwurfsphase – der RBMK waren darauf angelegt, neben elektrischer Energie auch Plutonium zur Verwendung in MOX-Brennelementen oder Kernwaffen herzustellen. Allgemein zielt die Wiederaufarbeitung von  abgebranntem Brennstoff darauf ab, die Produkte von Kernspaltung und Neutroneneinfang ganz oder teilweise einer Nutzung zuzuführen. Heutige Leichtwasserreaktoren sind jedoch nicht geeignet, waffenfähiges Plutonium zu produzieren.
- Kernreaktoren, welche mit Blei-Bismut gekühlt werden, erzeugen zwangsläufig neben ihrem Hauptzweck (Neutronenquelle oder Wärme bzw. Stromerzeugung) auch 210Po, welches fast ausschließlich aus dieser Quelle gewonnen wird.

## Kalkulation
Den einzelnen Kuppelprodukten (Kostenträger) können in der Kalkulation keine Kosten nach dem Kostenzurechnungsprinzip zugerechnet werden. Im Rahmen der Kostenträgerrechnung wird daher als Näherungslösung auf das Tragfähigkeitsprinzip zurückgegriffen. Dazu wurde die Restwertmethode, Marktwertrechnung und die retrograde Methode entwickelt. Wenn nicht zwischen Haupt- und Nebenprodukten unterschieden werden kann, erfolgt die Kuppelproduktkalkulation nach der Marktwertrechnung.
{\displaystyle {\text{Stückkosten des Hauptprodukts}}={\frac {{\text{Gesamtkosten}}-{\text{Erlöse der Nebenprodukte}}}{\text{Menge der Hauptprodukte}}}\,}.
Kuppelprodukte können betriebswirtschaftlich sowohl Kosten (auf der Nebenkostenstelle) verursachen als auch Erlöse (Profitcenter) erzielen. So können in einem chemischen Unternehmen Kuppelprodukte aufgrund der Entsorgungsverantwortung beziehungsweise des Umweltschutzes Kosten verursachen. Andersherum kann beispielsweise Wärme, die aufgrund des Produktionsprozesses entsteht, für das Warmwassersystem eines Unternehmens genutzt werden. So können sachliche Bündelungseffekte entstehen. Werden die Nebenprodukte zur Weiterverarbeitung verkauft, kann man die Gesamtkosten der Hauptprodukte um die Erlöse der Nebenprodukte entlasten. Kuppelprodukte können daher neben der Verminderung von Abfällen sogar den Gewinn steigern und die Marktposition eines Unternehmens durch eine breitere Produktpalette stärken.

## Neuere Entwicklungen
Die Kuppelproduktionstheorie befasst sich unter anderem auch mit unerwünschten Kuppelprodukten, die sie als Ursache negativer externer Effekte ausmachte, was die Umweltökonomik aufgriff. Unerwünschte Nebenprodukte sind beispielsweise das Kohlendioxid und die Fluorchlorkohlenwasserstoffe, die als Treibhauspotentiale hauptverantwortlich für den Treibhauseffekt sind. Ihr negativer externer Effekt liegt darin, dass die Kosten der Beseitigung der Umweltschäden der Gesellschaft aufgebürdet werden. Allgemein zu untersuchen ist einerseits, inwieweit Verfahrenstechniken in der Kuppelproduktion zwecks Minimierung oder Vermeidung von unerwünschten Nebenprodukten verbessert werden können und ob andererseits die Folgen umweltpolitischer Maßnahmen auf Industriebereiche, die durch Kuppelproduktion vernetzt sind, die Gewinnchancen der Industrie beeinträchtigen.
Das Modell der Kuppelproduktion von Piero Sraffa hat ein breites Echo hervorgerufen. Das Modell ist zyklisch, d. h. alle Produktionsmittel sind Produkte. Es wird angenommen, dass in allen Wirtschaftszweigen der gleiche Lohn gezahlt und die gleiche Profitrate erzielt wird. Wenn alle Input- und Outputmengen gegeben sind, dann können die Profitrate und alle Preise berechnet werden. Dabei ergibt sich für Abfälle, die nicht rezykliert werden können ein negativer Preis. Wenn aber ein Recycling technisch möglich ist und die Ausbeute hinreichend ist, dann wird ihr Preis positiv.